# Samuel Armas
Samuel Alexander Armas (Villa Rica, Georgia, 1999. december 2. –) a kisbaba Michael Clancy híres, „A remény keze” (Hand of Hope) című képén.

## A műtét
Egy világszerte elterjedt híres kép ábrázolja a még meg nem született, 21 hetes magzat kezét, amint az anyaméhből kinyúlva fogja az őt operáló orvos kezét. Alexander és Julie Armas, a szülők a terhesség 14. hetében tudták meg egy ultrahangvizsgálat alkalmával, hogy fiuknak nyitott gerince (spina bifida) van. Az interneten keresték a gyógyulás lehetőségét, ekkor találtak rá az interneten a nashville-i Vanderbilt Egyetemen Dr. Joseph Bruner és Dr. Noel Tulipan által kifejlesztett módszerre, mellyel már magzati korban elvégezhető a műtét. A két sebésznek ez volt az 54. hasonló műtétje. A beavatkozás során felnyitották a méhet, kiürítették a magzatvizet, kiemelték a magzatot, elvégezték rajta a műtétet, majd visszahelyezték a méhbe. A méh felnyitását Dr. Bruner, az operációt Dr. Tulipan végezte el. A gyermek, Samuel Armas egészségesen született 1999. december 2-án.
„Samuel ma négyéves, és nem kellett átesnie azokon a műtéteken, mint a legtöbb, nyílt gerinccel született gyermeknek. Értelmes gyermek és szeret bogarakat keresgélni.” – Alexander Armas

## A fénykép
A műtét alatt készült fénykép, melyet Michael Clancy fényképész készített, bejárta a világot. Az abortusz ellenzői is igyekeztek felhasználni a képet, és sokszor ezt alátámasztó szöveg kíséri, közte a fényképész, Clancy beszámolója. Clancy a műtétet megelőző hónapokban lett keresztény. „Miközben egy orvos épp azt kérdezte, milyen sebességű filmet használok, a szemem sarkából láttam, ahogy a méh megmozdul, pedig senkinek a keze nem volt a közelében. Belülről rázkódott meg. Hirtelen a nyíláson kinyúlt egy kar, majd visszahúzódott, és csak egy kis kéz látszott. Az orvos odanyúlt és megemelte, a kéz pedig reagált rá és megszorította az orvos ujját. Az orvos, mintha az erejét akarná felmérni, picit megrázta a kis öklöt, de Samuel erősen tartotta. Ekkor készítettem a fényképet. Olyan gyorsan történt, hogy a mellettem álló ápolónő megkérdezte: »Mi történt?« »A gyermek kinyújtotta a kezét« mondtam. »Ó, ilyet gyakran csinálnak« felelte.” – Michael Clancy
A beavatkozást végző sebész később kijelentette, hogy Samuel és Julie is érzéstelenítő hatása alatt álltak és nem tudtak mozogni. „A gyermek nem nyújtotta ki a kezét. Érzéstelenítve volt, nem lehetett tudatában annak, mi történik” – mondta Dr. Bruner. Azt is kijelentette, hogy „az ön politikai véleményétől függ, hogy Samuel Armas az, aki kinyúl a méhből és megfogja a kezem, vagy én húzom ki a kezét – ez utóbbi történt.”